# Trilogia della morte (Pasolini)

Pier Paolo Pasolini

La Trilogia della morte o Trittico della morte è un ciclo incompleto di film ideato dal regista Pier Paolo Pasolini. Solo un film è stato realizzato: Salò o le 120 giornate di Sodoma, girato nel 1975 e distribuito nel 1976, un anno dopo la morte del regista. Si contrappone alla cosiddetta "Trilogia della vita" della cinematografia pasoliniana composta da Il Decameron, I racconti di Canterbury e Il fiore delle mille e una notte. Mentre nella Trilogia della vita si celebra l'esaltazione della vita, dell'essere umano e il sesso è rappresentato dall'ottica favolistica della purezza adolescenziale, nella Trilogia della morte i temi sono la morte, il dolore sia fisico che psicologico dell'essere umano e il sesso è visto come comportamento vizioso, non diverso dall'esercizio aberrante del potere.
Come nel precedente trittico, anche in questo Pasolini per la stesura dei suoi film s'ispirò a romanzi e racconti di grandi letterati, spesso condannati e soggetti di molte discussioni e polemiche al loro tempo. Per Salò scelse d'incorporare nella sceneggiatura varie novelle e tratti di romanzi delle opere maggiori del Marchese de Sade (appunto il titolo del film è ispirato a Le 120 giornate di Sodoma, scritto da De Sade nel 1785).
Il secondo capitolo, secondo la testimonianza del regista francese Paul Vecchiali, doveva parlare di Gilles de Rais, compagno d'armi di Giovanna d'Arco, noto anche per aver seviziato e ucciso centinaia di bambini e ragazzi. Pasolini avrebbe avuto l'idea dalla lettura di una biografia scritta da Ernesto Ferrero: Gilles de Rais: delitti e castigo di «Barbablù», Milano, Mondadori, 1975.
La saga cinematografica si sarebbe dovuta concludere con un film tragicomico, Porno-Teo-Kolossal, su un'idea che aveva già dagli anni Sessanta e che aveva poi accantonato.

## Salò o le 120 giornate di Sodoma

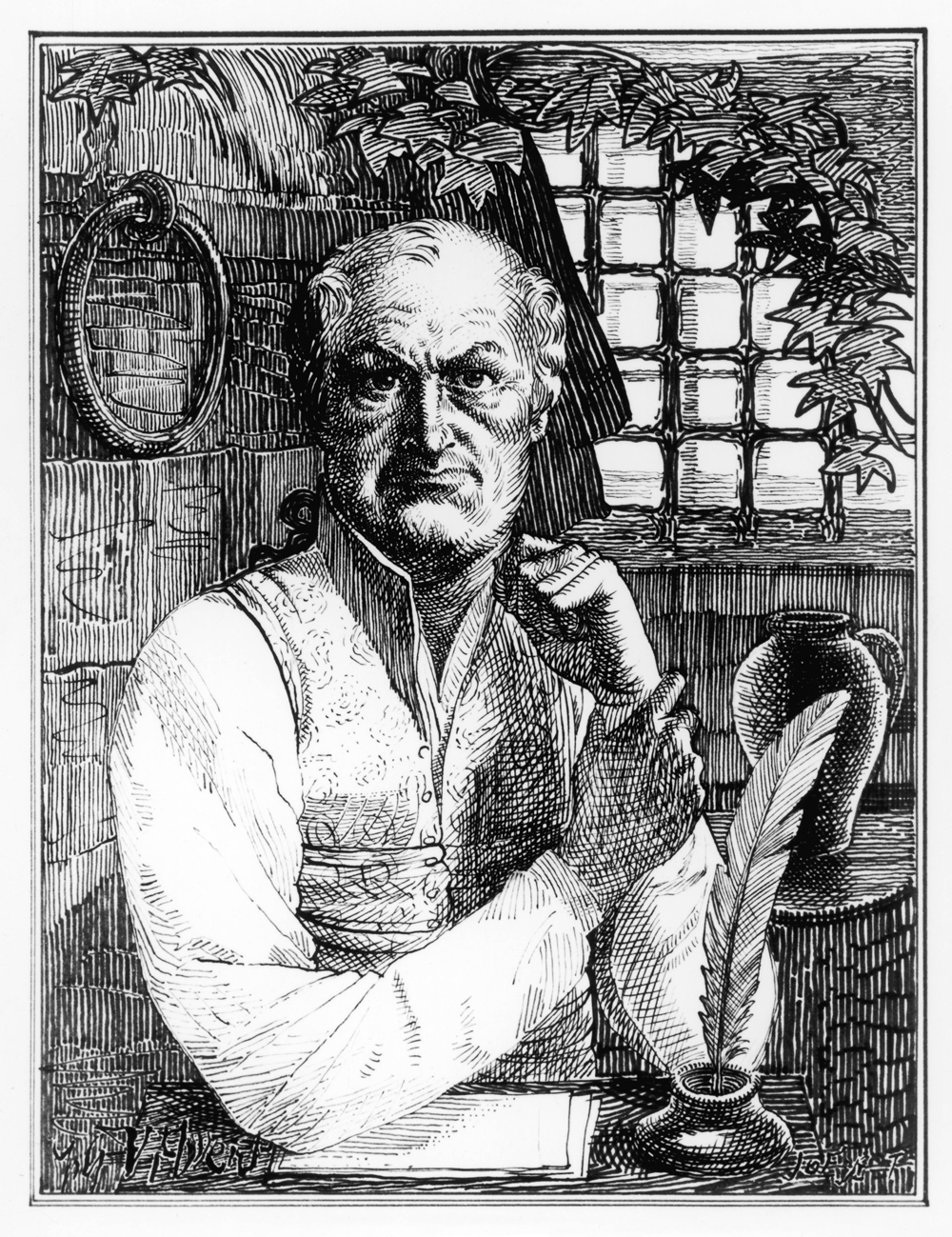
Raffigurazione immaginaria di de Sade durante il periodo di reclusione a Vincennes

Il film, girato nel 1975, è ambientato anziché nel XVIII secolo nel periodo della Seconda guerra mondiale nella Repubblica di Salò, ed ha come protagonisti quattro nobiluomini fascisti e nazisti. I "Signori" catturano moltissimi ragazzi e ragazze di giovane età tra i 16 e i 19 anni, tutti provenienti da famiglie povere, e li radunano in un'immensa villa. Lì i Signori, stipulato e firmato un severo regolamento, tratterranno le vittime, sottoponendoli a torture psicologiche mediante i racconti erotici di una meretrice di vecchia data, affinché i giovani possano simulare orgasmi e così avere rapporti con i Signori. Di seguito il regolamento diventerà più crudele e spietato e i Signori costringono le vittime a cibarsi dei loro escrementi per provare piacere sessuale, a sposarsi con i nobili e addirittura tra loro, per finire con la mutilazione fisica di ognuno dei poveri disgraziati da parte dei Signori, mentre uno di loro assiste alla scena con un ghigno.
Il numero quattro è molto frequente nel film: infatti i protagonisti Sua Eccellenza, il Duca, il Monsignore e il Presidente rappresentano i quattro poteri; gli episodi Antinferno, Girone delle Manie, della Merda e del Sangue sono collegati ai cerchi danteschi dell'Inferno, ed anche i quattro soldati ruffiani e meretrici fanno da cornice agli scabrosi episodi del film.
Il film, di gran lunga diverso sia a quelli della trilogia della vita che a tutti gli altri denuncia la violenza sessuale nei confronti sia degli uomini che delle donne, offrendo un ritratto orrendo e raccapricciante della "mercé del sesso e del corpo" ai più potenti che ne fanno oggetto di divertimento perverso e maniacale. Alla sua uscita la pellicola fu sequestrata con la denuncia di visione di atti osceni. Nel 2003 è stata commercializzata in DVD con il divieto di visione ai minori di 18 anni.

## Porno-Teo-Kolossal
Il progetto era nato già nella seconda metà degli anni sessanta, ma abbandonato per la morte di Totò. Il protagonista doveva essere Eduardo De Filippo che interpretava uno dei magi: Epifanio, diretti alla grotta di Betlemme per far visita al Messia, tuttavia questi giunge in ritardo a causa delle sue disavventure e morirà per la disperazione. Nel 1996 il regista Sergio Citti, amico di Pasolini, trarrà spunto da questa idea per girare I magi randagi con Silvio Orlando, Laura Betti, Franco Citti e Ninetto Davoli. La trama del film, simile all'idea Porno-Teo-Kolossal, racconterà le tristi e goliardiche avventure di una compagnia di teatro che ha difficoltà nell'inscenare la Natività di Gesù Cristo.

### La lettera ad Eduardo De Filippo
(Pier Paolo Pasolini, lettera ad Eduardo De Filippo)